# 戴維斯克里克 (加利福尼亞州)
戴維斯克里克（英語：Davis Creek）是位於美國加利福尼亞州莫多克縣的一個非建制地區。該地的面積和人口皆未知。

## 地理
戴維斯克里克的座標為41°44′00″N 120°22′19″W / 41.73333°N 120.37194°W，而該地的平均海拔高度為1477米（即4846英尺）。